# توپولف تو-۲۴۴
توپولف تو-۲۴۴ (انگلیسی: Tupolev Tu-244) هواپیمای پیشنهادی توپولف برای حمل و نقل مافوق صوت (SST) بر گرفته از هواپیمای توپولف تی یو-۱۴۴ بود. این پروژه از ویژگی‌های بسیار مدرن امروزی مانند سوخت برودتی برای فعالسازی مسافت پرواز تا ۱۰٬۰۰۰ کیلومتر (۶۲۱۴ مایل) همچنین می‌توانست تا ۳۰۰ مسافر را حمل نماید. این پروژه در سال ۱۹۹۳ لغو شد.

## تاریخچه
پیش زمینه برنامه در سال ۱۹۷۹ آغاز شده، و زمانی که این پروژه به پیشرفت قابل توجهی رسید در سال ۱۹۹۳ لغو شد. به‌طور ویژه مقاومت هوا در محدوده ماخ ۲ تنها ۵۰ درصد بیشتر از یک جت مسافربری معمولی در سرعت ۰٫۹ ماخ بود. بدنه تقریباً دایره شکل، (۳٫۹ متر عرض، ۴٫۱ متر ارتفاع) و برای ساخت بالهای هواپیما به مقدار بسیار زیاد از مواد کامپوزیت تیتانیومی استفاده شده بود. پیشرانه مورد استفاده برای این هواپیما موتور کوزنتسوف NK-۳۲۱-توربوفن، و سوخت هیدروژن با کارایی بالا که تنها در هواپیمای توپولف-۱۶۰ مورد استفاده قرار گرفته‌است. ورودی هوا قابل تنظیم از نوع توپولف-۱۶۰ در طراحی گنجانده شده‌است. ظرفیت مسافر ۳۱۱ نفر پیش‌بینی شده بود. سیستم پرواز با سیم برای کنترل پرواز نیز در نظر گرفته شده به جای استفاده از دماغه مورب (چرخشی) دوربین‌های ویدئویی، دید لازم برای خدمه پرواز را تأمین می‌کنند.

## مشخصات

### ویژگی‌های عمومی
- خدمه: ۳ نفر
- ظرفیت مسافر: ۲۵۰-۳۲۰ مسافر
- طول: ۸۸٫۷ متر (۲۹۱ فوت)
- پهنای دوسر بال: ۵۴٫۷۷ متر (۱۷۹ فوت)
- ارتفاع: نامشخص
- مساحت بال: ۱۲۰۰ مترمربع (۱۲٬۹۱۶ فوت مربع)
- وزن خالی: ۱۷۲٬۰۰۰ کیلوگرم (۳۷۹٬۰۰۰ lb)
- حداکثر وزن برخاست: ۳۵۰٬۰۰۰ کیلوگرم (۷۷۱٬۶۰۰ lb)
- پیشرانه: چهار موتور کوزنتسوف NK-۳۲۱-توربوفن ۳۳٬۰۰۰ کیلوگرم فشار هر عدد
- ارتفاع از زمین (تا بالای باله دم):۱۶٬۹ متر (۵۵ فوت)
- ارتفاع از زمین تا پایین‌ترین نقطه (موتور): ۱۲٬۴۵ متر (۴۱ فوت)
- عرض بدنه خارجی: ۳٬۹ متر (۱۲ فوت)
- ارتفاع بدنه خارجی: ۴٫۱ متر (۱۳ فوت)
- طول بال (از ریشه وتر): ۵۴٫۷ متر (۱۷۹ فوت)
- مسیر چرخ اصلی: ۸ متر (۲۶ فوت)
- حداکثر وزن سوخت: ۱۷۸٬۰۰۰ کیلوگرم (۳۹۲٬۴۲۵ lb)

### کارایی
- سرعت کروز: ۲٬۳۴۰ کیلومتر بر ساعت - ماخ ۲٫۲۰ - ۱٬۴۵۵ مایل بر ساعت
- برد: ۹٬۲۰۰ کیلومتر - ۵٬۷۳۰ مایل -۴٬۹۷۰ ناتیکال مایل
- سقف پرواز: ۱۹٬۰۰۰ متر